# Глаз Агамотто (киновселенная Marvel)
Глаз Агамо́тто (англ. Eye of Agamotto) — вымышленный артефакт медиафраншизы «Кинематографическая вселенная Marvel» (КВМ), сконструированный в форме глаза и являющийся материально-механической оболочкой одного из Камней Бесконечности — Камня Времени. Артефакт основан на одноимённом артефакте из комиксов компании Marvel Comics.

## Создание и отличия от комиксов
Глаз Агамотто (иногда именуется, как «Око Агамотто»), как и сам Доктор Стрэндж были созданы писателем Стэном Ли и художником Стивом Дитко и впервые дебютировали в «The Origin of Dr. Strange», в восьмистраничном рассказе в «Strange Tales» № 115 (декабрь, 1963 год). За прошедшие годы, о Глазе стало известно гораздо больше, и, как оказалось, он существовал задолго до рождения Стивена Стрэнджа. Око было впервые обнаружено или создано самим Агамотто, первым Верховным колдуном Земли. Агамотто можно увидеть носящим Око в составе Мстителей каменного века в «Marvel Legacy», действие которого происходит в 1 000 000 году до нашей эры, так что это довольно древний предмет.
В оригинальной истории «Strange Tales» Доктор Стрэндж должен был доказать свою ценность Вечности — космической сущности, которая, как говорят, является буквальным проявлением Мультивселенной, чтобы получить Глаз Агамотто, но в других сюжетных линиях оно было просто дано ему Древним, предшествовавшим Стрэнджу. Независимо от того, как он его получил, Глаз Агамотто стал одним из фирменных оружий Доктора Стрэнджа и помогал ему в борьбе с самыми могущественными врагами.
В комиксах, Глаз Агамотто является не просто обычным магическим инструментом. Во многих отношениях Око обладает неким подобием разума, включая способность выбирать или отвергать того, кто пытается им воспользоваться, наподобие «достойности» Мьёльнира Тора. Глаз Агамотто в комиксах имеет способность рассеивать иллюзии своим «всеоткрывающим светом», который также позволяет пользователю видеть сквозь ложь и маскировку. Его можно использовать и для освобождения других людей от иллюзий, но также, Глаз может и сам создавать иллюзии. «Всеоткрывающий свет» Глаза Агамотто вреден для злых существ, таких как демоны, дьяволы и даже люди, практикующие Тёмные искусства. Око также наделяет обладателя своего рода телепатией души, позволяя ему видеть намерения других людей и даже управлять ими, а также телекинезом, достаточно сильным, чтобы поднять по меньшей мере 1500 фунтов. Кроме того, Глаз Агамотто может поглощать энергию и открывать порталы, ведущие в любую точку Вселенной или даже в другие измерения. Для этого Стрэнджу даже не нужно говорить или произносить заклинания — Глаз можно активировать исключительно усилием воли.
Однако в КВМ было принято решение сконцентрировать внимание на наличии в Глазу Камня Времени, и его способности к управлению временем, вводя тем самым пятый Камень Бесконечности в медиафраншизу. Как и в КВМ, Глаз Агамотто в комиксах также мог управлять временем, и ему для этого даже не нужен был Камень Времени.

## Вымышленная история артефакта

### Создание и раннее использование
Глаз Агамотто был создан родоначальником Мистических боевых искусств — Мастером Агамотто. В Глаз был помещён один из Камней Бесконечности — Камень Времени, и оставлен в Камар-Тадже. С тех пор долгом каждого Верховного Чародея является защита Глаза Агамотто.
В 2012 году «Верховный Чародей» на тот момент — Древняя, защищает Глаз Агамотто и Санктум Санкторум в Нью-Йорке от воинов Читаури во время битвы за Нью-Йорк.

### Пленение Дормамму
В 2016 году доктор Стивен Стрэндж находит в Камар-Тадже Глаз Агамотто и использует его, тренируясь на яблоке. Затем, Стивен с помощью Глаза возвращает страницу книги Калиостро и узнаёт о властителе Тёмного измерения — Дормамму. После этого, перед Стрэнджем появляются стеклянные заслоны, однако Стивена останавливает Вонг и Карл Мордо. В дальнейшем, Стивен Стрэндж и Мордо прибывают в разрушенный Гонконг. Стивен активирует Глаз Агамотто и начинает глобальную перемотку времени в обратную сторону, постепенно отменяя разрушения, и проникновение энергии из Тёмного измерения.
Кецилий и зилоты, желающие, чтобы Дормамму захватил Землю, преодолевают влияние времени, и начинают сражение со Стивеном, Мордо и воскрешённым Вонгом. В результате сражения Стивен падает, полностью останавливая время и, вспоминая, что над Тёмным измерением оно не властно, отправляется в Тёмное измерение. Стивен создаёт с помощью Глаза временную петлю и встречает Дормамму. Поскольку измерение Дормамму находится вне времени, он не способен разорвать временную петлю, и поэтому оказывается у Стивена в плену. Дормамму соглашается забрать Кецилия и зилотов и оставить Землю в покое, а Стрэндж разрывает петлю времени. В конце концов, Стивен оставляет Глаз в Камар-Тадже.
Через некоторое время Стивен узнаёт, что в Глазу Агамотто содержится один из Камней Бесконечности — Камень Времени. После этого, Стивен надевает Глаз при встрече с Тором.

### Уничтожение артефакта
В 2018 году Стрэндж узнаёт от Брюса Бэннера о Таносе и его плане по сбору Камней Бесконечности и уничтожению половины живых существ во Вселенной. Во время нападения на Нью-Йорк «Чёрного Ордена», на Доктора Стрэнджа нападает Эбеновый Зоб и пытается выкрасть Глаз Агамотто, однако обжигает руку из-за энергии, защищающей Глаз. Это заставляет Зоба забрать Стрэнджа с собой на корабль и пытать его ради получения Камня Времени из Глаза. Однако Тони Старк и Питер Паркер спасают Стрэнджа, выкидывая Зоба в космос.
Стрэндж по прибытии на планету Титан использует Глаз Агамотто, просматривая 14 000 605 вариантов исхода битвы с Таносом, однако всего один из них приводит к победе над ним. На планету прибывает Танос, и при дуэли со Стрэнджем разрушает Глаз Агамотто, однако Камня Времени там не находит.

### Использование без Камня Времени
В 2024 году Стивен Стрэндж носит новую версию Глаза Агамотто и использует его в Зеркальном измерении при противостоянии с Питером Паркером.
Через несколько недель после финальной битвы на Статуе Свободы, Стивен Стрэндж сталкивается с осьминогоподобным монстром и использует Глаз для снятия его маскировки. Позже, при столкновении с Алой Ведьмой и в процессе защиты Америки Чавес, Стивен попадает с ней на Землю-838. После разговора с командой «Иллюминаты» Стивен сбегает и использует Глаз для попытки открытия двери в пространство между вселенными, однако заклинание не срабатывает.

## Альтернативные версии
Альтернативные версии Глаза Агамотто появляются в фильме «Мстители: Финал» (2019) и в первом сезоне анимационного сериала «Что, если...?» (2021):

### Операция «Хрононалёт»
В 2023 году команда «Мстители» разрабатывает операцию «Хрононалёт», заключающуюся в изъятии альтернативных версий Камней Бесконечности из прошлого, и выбирает Глаз Агамотто, как одну из целей для изъятия.

#### Изъятие альтернативной версии Камня Времени
Тони Старк, Стив Роджерс, Скотт Лэнг и Брюс Бэннер отправляются в альтернативный 2012 год, во время битвы за Нью-Йорк, чтобы одновременно заполучить Камни Пространства, Разума и Времени.
Брюс Бэннер отправляется в Санктум Санкторум и встречает там Древнюю. Древняя отказывается отдавать Бэннеру Глаз, и выталкивает астральное тело Брюса. После обещания Бэннера вернуть Камень после использования и слов о будущем Стрэнджа, Древняя извлекает Камень Времени из Глаза Агамотто и отдаёт его Бэннеру.

### «Что, если…?»
В альтернативном 2016 году Стивен Стрэндж, став Мастером мистических искусств, использует Глаз Агамотто, чтобы вернуть к жизни свою погибшую подругу, доктора Кристину Палмер, однако даже с Камнем Времени у него не получается воскресить Кристину, как бы он ни изменял события. Появляется Древняя и объясняет Стрэнджу, что гибель Кристины — это «абсолютная точка во времени» и изменить её даже при помощи Глаза невозможно. Однако Стрэндж отказывается её слушать и при помощи Глаза сбегает в прошлое и находит старую библиотеку Калиостро. В дальнейшем, став «Верховным» Стрэнджем, Стивен изменяет «абсолютную точку во времени», в результате чего Камень в Глазу Агамотто становится красным. После этого вселенная Стивена разрушается, а Кристина распадается у него на руках, оставляя Стивена в одиночестве.
Через некоторое время к Стивену прибывает Наблюдатель, поражённый от рук альтернативной версии Альтрона, и вербует его в команду, чтобы остановить Альтрона, захватившего Мультивселенную. Вступив в команду «Стражи Мультивселенной», Стивен использует Глаз Агамотто и находящийся в нём Камень Времени против альтернативной версии Камня Времени у Альтрона, отменяя начатое Альтроном замедление времени. Затем Стрэндж и Наблюдатель запечатывают Арнима Золу и Киллмонгера в отдельное карманное измерение, за которым Стрэндж соглашается присматривать в своей разрушенной вселенной, сохраняя при этом свой Глаз Агамотто.

## Критика и наследие
Роуз Грейселинг-Мур из Screen Rant отмечала, что «хотя Глаз невероятно силён как во вселенной комиксов, так и в Кинематографической вселенной Marvel, добавление Камня Времени в КВМ делает версию из фильма гораздо более опасной, чем оригинал». Она добавила, что «каждый из Камней Бесконечности может оставить неизгладимый след в КВМ просто потому, что они невероятно мощные объекты», «но Глаз Агамотто добавляет в КВМ новый элемент, которого нет у других Камней: путешествия во времени».
В апреле 2021 года, компания «Hasbro» анонсировала игрушку «Глаз Агамотто» в натуральную величину и заявила, что её выпуск намечен на осень 2021 года. Глаз тщательно воссоздан по эскизам КВМ и даже оснащён светящимся съёмным Камнем Времени.